# ميكويان (الفلبين)
ميكويان (بالإنجليزية: City of Meycauayan) هي مدينة في الفلبين، تتبع بولاكان، بلغ عدد سكانها 209,083  نسمة في 2015، تبلغ مساحتها 32.10 كيلومتر مربع، رمزها البريدي هو 3020.

## معرض صور

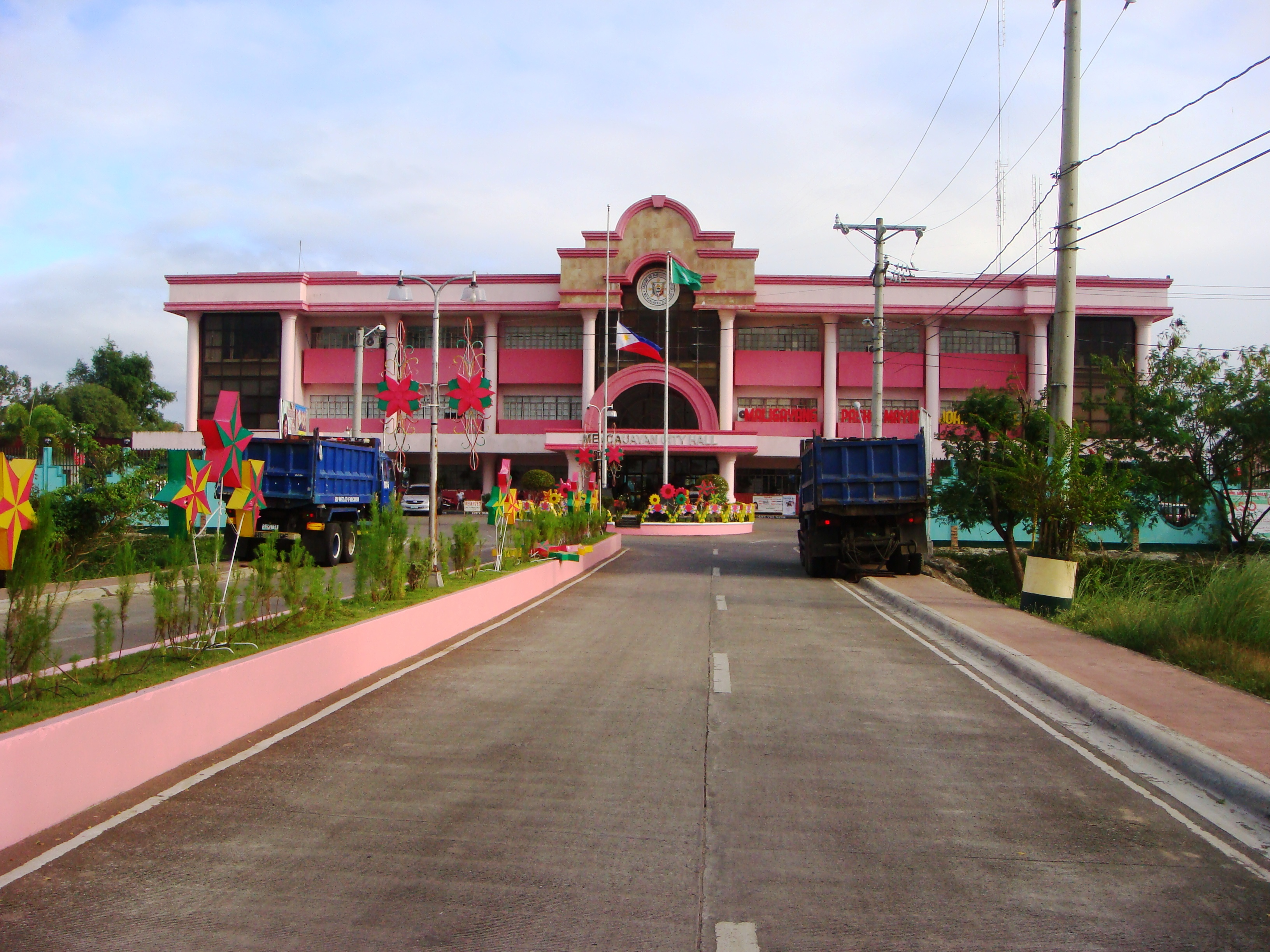
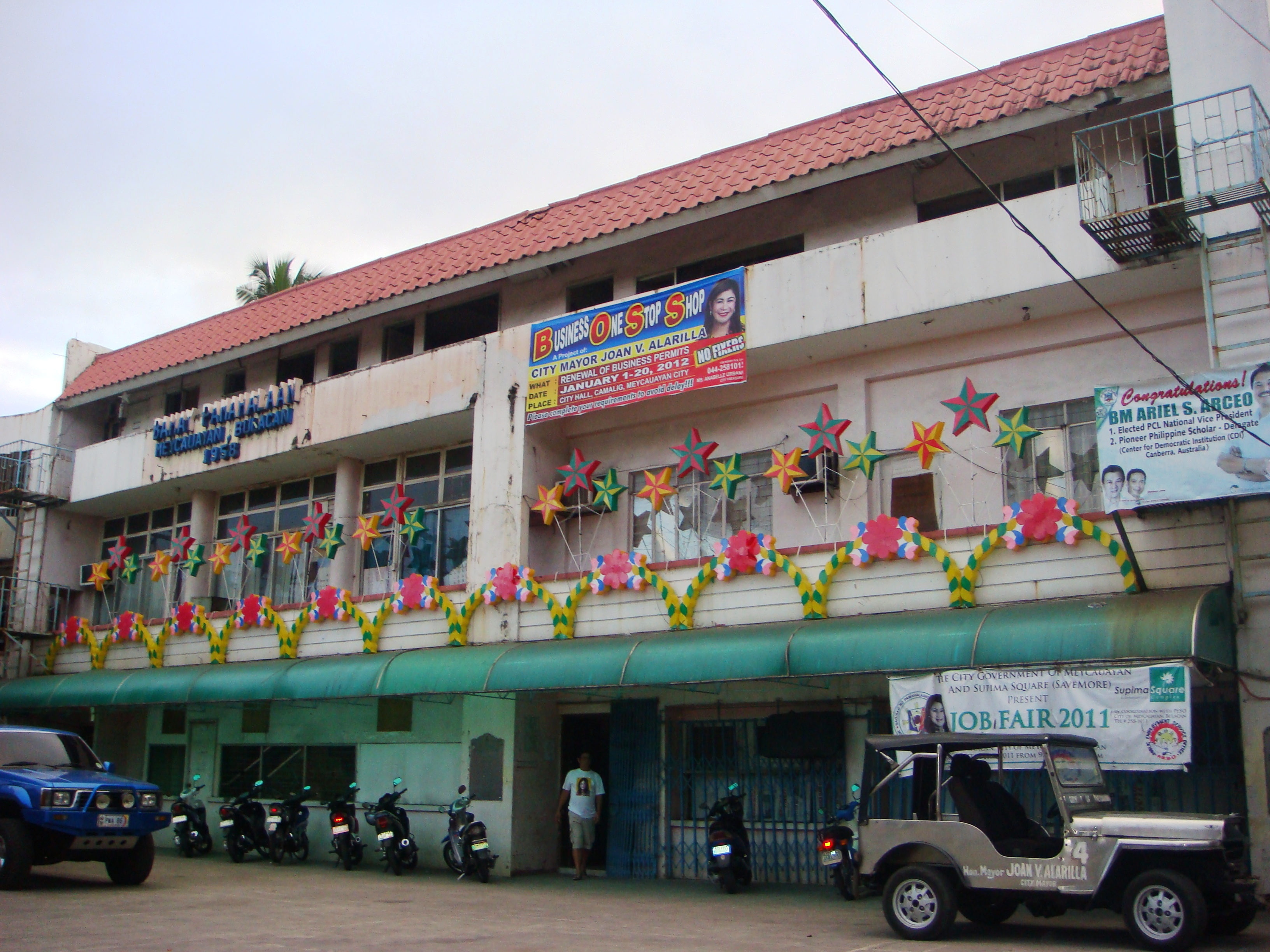
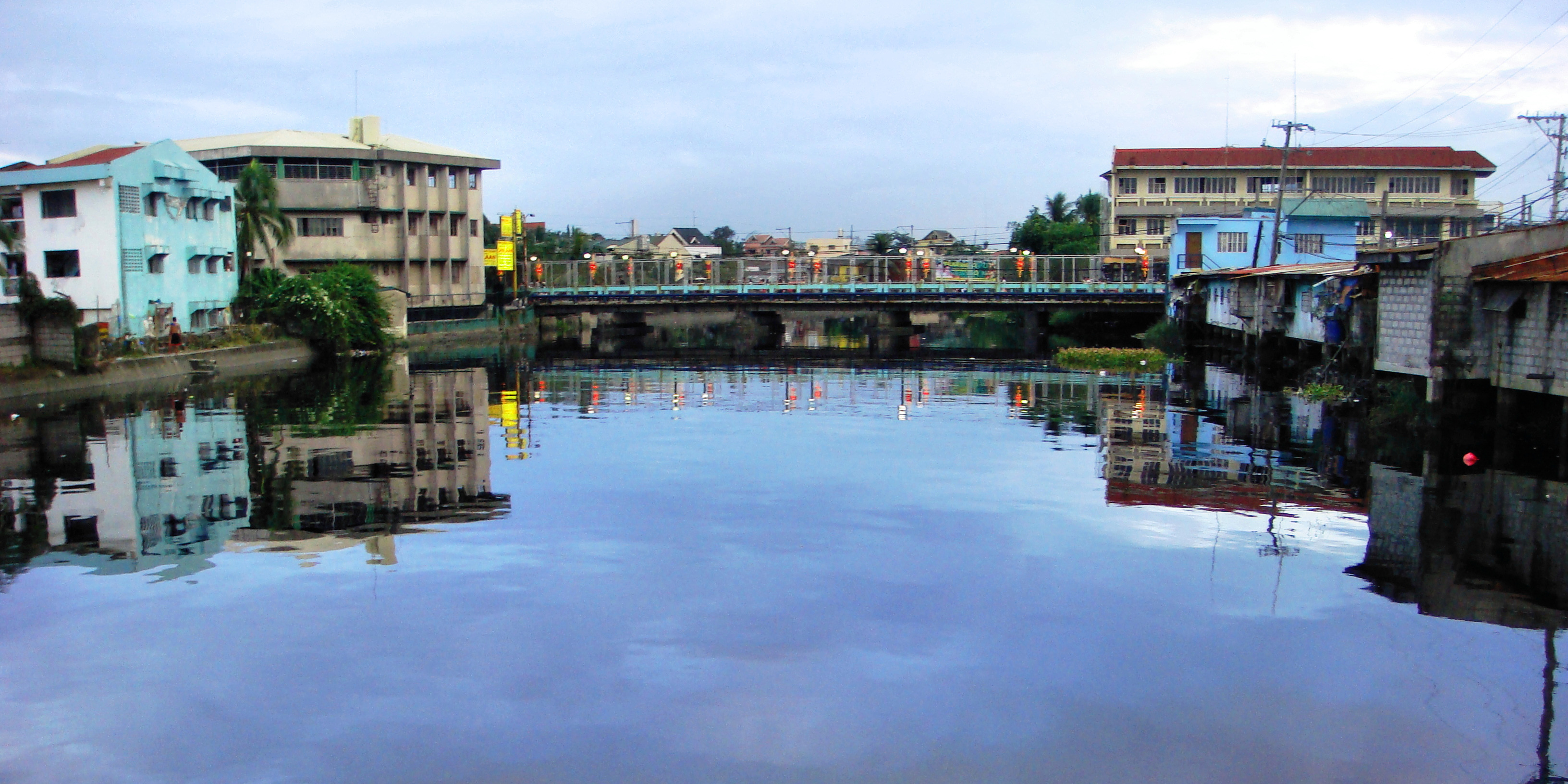

## الموقع
تشترك في الحدود مع:
- Bulakan, Bulacan [الإنجليزية]‏
- Marilao [الإنجليزية]‏
- Obando, Bulacan [الإنجليزية]‏
- كالوكان
- فالنزويلا.

## أعلام
- مارثا سيسيليا
- رودني سانتوس